# Joaquín José Melgarejo y Saurín
Joaquín José Melgarejo y Saurín (Coix, Baix Segura, 23 de gener de 1780 - Madrid, 9 d'abril de 1835) fou un aristòcrata i polític espanyol.
Era fill de Joaquin de Quiroga Melgarejo y Rojas, I marqués de Melgarejo i de Joaquina Saurín y Ruiz-Dávalos. En 1817 es va casar amb María Luisa de Borbón y Vallabriga, filla de Lluís Antoni d'Espanya. Durant la guerra del francès lluità contra les tropes napoleòniques, assolint la graduació de brigadier. El 1815 el rei Ferran VII d'Espanya li va concedir el ducat de San Fernando de Quiroga. Entre altres honors era cavaller de l'Orde del Toisó d'Or i de l'Orde de Calatrava.
El rei Ferran VII el va nomenat Secretari d'Estat el setembre de 1819 i va ocupar el càrrec fins a març de 1820. Amb l'aprovació de l'Estatut Reial de 1834 Isabel II d'Espanya el va nomenat Pròcer del Regne, però va morir l'abril de 1835 sense prendre possessió.